# Chiesa di Santa Maria Nascente (Pieve di Cadore)
La chiesa arcidiaconale di Santa Maria Nascente è la sede dell'Arcidiaconato del Cadore e parrocchiale di Pieve di Cadore, in provincia di Belluno e diocesi di Belluno-Feltre. Essa fa parte della convergenza foraniale di Ampezzo-Cadore-Comelico.

## Storia
La comunità cristiana di Pieve fu fondata molto probabilmente nel IV secolo da missionari provenienti da Aquileia. Le prime testimonianze di un'importante pieve gotica, dalla quale prende il nome il paese, risalgono all'XI secolo; è matrice di tutte le altre chiese del Cadore e qui giungevano di sovente molti abitanti anche di parti lontane dell'alta provincia di Belluno per assistere alle funzioni religiose di maggior rilievo. L'attuale arcidiaconale venne costruita tra il 1761 ed il 1819 su progetto dell'architetto tolmezzino Domenico Schiavi. La facciata è più recente, essendo stata edificata tra il 1875 ed il 1876.

## Interno

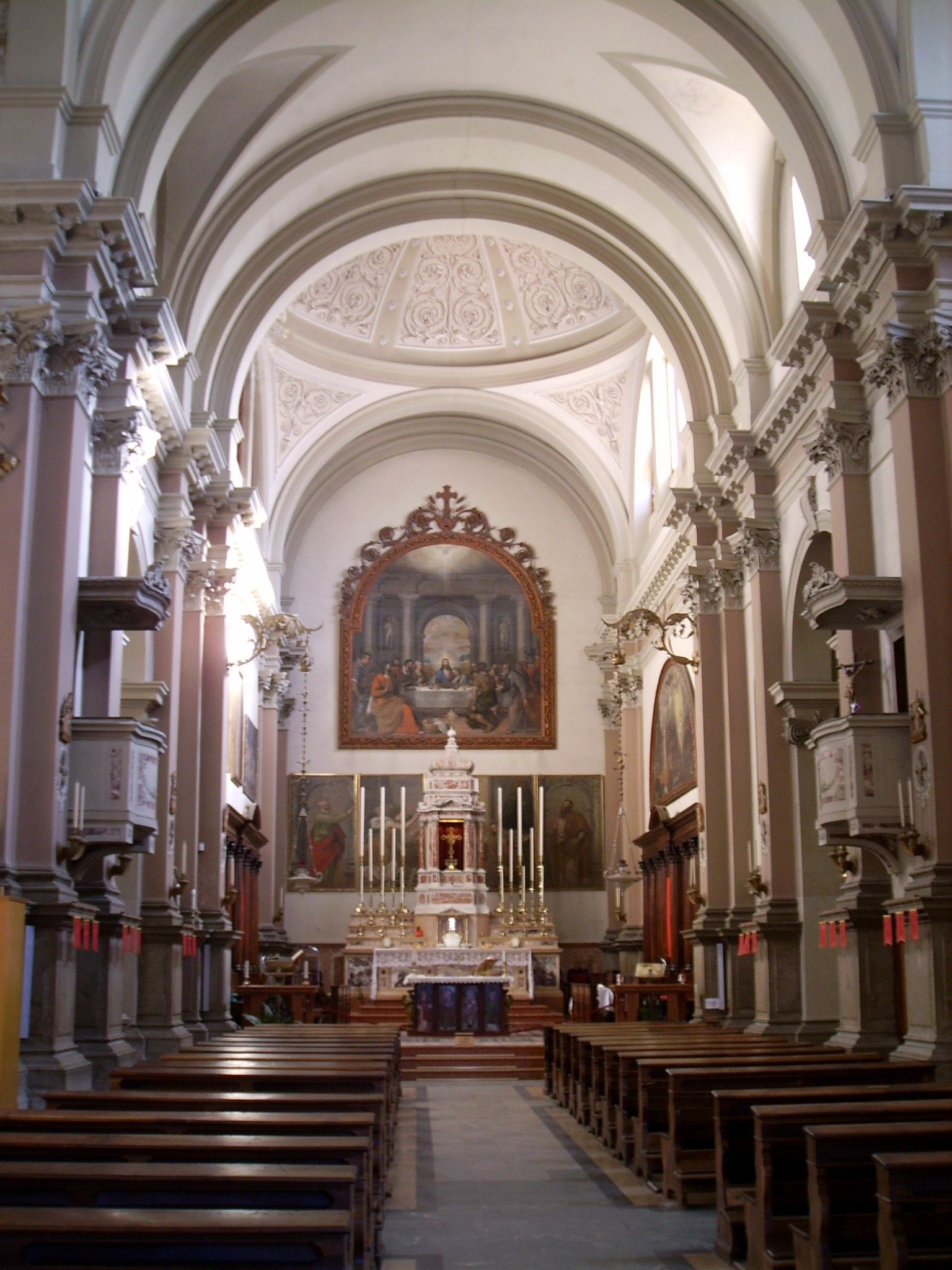
L'interno

Opere di pregio conservate all'interno della chiesa sono una pala di scuola vecelliana raffigurante la Madonna in trono con Bambino e angeli, un dipinto di Antonio Lazzarini con l'Orazione dell'Orto, l'altare laterale di Sant'Antonio, opera di Alessandro Vecchi, un quadro della Madonna del Rosario, con i Santi Domenico e Caterina, di Marco Vecellio, una pala di Tiziano Vecellio raffigurante la Madonna col Bambino assieme a dei Santi, l'altare maggiore - anch'esso di Alessandro Vecchi - impreziosito da una pala di Cesare Vecellio raffigurante l'Ultima Cena, e, infine, un altare a sportelli realizzato da Ruprecht Potsch.